# Gouvernement Werner-Thorn-Flesch
Gouvernement Thorn-Vouel-Berg Gouvernement Santer-Poos I
Le gouvernement Werner-Thorn-Flesch (luxembourgeois : Regierung Werner-Thorn-Flesch) est le gouvernement du Luxembourg en fonction du 16 juillet 1979 au 20 juillet 1984.

## Les élections
Le Parti chrétien-social sort vainqueur du scrutin du 10 juin 1979. Il passe de 18 à 24 députés. Le Parti démocratique parvient à résister à l’usure du pouvoir et gagne même un siège, passant à 15 mandats au Parlement. Dans leur ensemble, les partis de gauche subissent une lourde défaite. Le Parti ouvrier socialiste luxembourgeois tombe à 22,5 % des votes, réalisant son plus mauvais score de l’après-guerre (14 mandats). Le Parti communiste perd la moitié de son électorat et n’est plus représenté à la Chambre que par deux députés. Quant au Parti social-démocrate, il ne parvient pas à se tailler une place durable sur l’échiquier politique et régresse au stade de groupuscule avec deux mandats. Les deux vainqueurs, le CSV et le DP, forment un gouvernement de coalition sous la présidence de Pierre Werner. À l’issue d’élections qui avaient pris l’allure d’un véritable duel, ce dernier l’avait emporté sur Gaston Thorn en ce qui concerne les votes personnels. Au cours de la période législative, plusieurs remaniements ministériels interviendront. Jean Wolter, décédé
le 22 février 1980, est remplacé par Jean Spautz, ancien ouvrier métallurgiste et militant syndicaliste. À partir du 22 novembre 1980, Colette Flesch prend la succession de Gaston Thorn, appelé à présider la Commission des Communautés européennes. Le 3 décembre 1982, Camille Ney démissionne pour des raisons de santé. Ernest Muhlen est promu ministre, alors que Jean-Claude Juncker entre au gouvernement en tant que secrétaire d’État au Travail et à la Sécurité sociale. 

## Composition

### Initiale (16 juillet 1979)
| Portefeuille | Titulaire | Titulaire      | Parti |
| --- | --------- | -------------- | ----- |
| Président du gouvernement Ministre d'État |           | Pierre Werner  | CSV   |
| Vice-Président du gouvernement Ministre des Affaires étrangères, du Commerce extérieur et de la Coopération Ministre de l'Économie et des Classes moyennes Ministre de la Justice |           | Gaston Thorn   | DP    |
| Ministre de la Santé Ministre de la Force publique Ministre de l'Éducation physique et des Sports                                                                                 |           | Émile Krieps   | DP    |
| Ministre de l'Agriculture, de la Viticulture et des Eaux et Forêts Ministre de l'Intérieur a.i.                                                                                   |           | Camille Ney    | CSV   |
| Ministre de l'Environnement Ministre des Transports, des Communications et de l'Informatique Ministre de l'Énergie                                                                |           | Josy Barthel   | DP    |
| Ministre des Finances Ministre du Travail et de la Sécurité sociale Ministre de la Famille, du Logement social et de la Solidarité sociale a.i.                                   |           | Jacques Santer | CSV   |
| Ministre de la Fonction publique Ministre des Travaux publics |           | René Konen     | DP    |
| Ministre de l'Intérieur Ministre de la Famille, du Logement social et de la Solidarité sociale (jusqu'à son décès le 22/02/1980)                                                  |           | Jean Wolter    | CSV   |
| Ministre de l'Éducation nationale Ministre du Tourisme |           | Fernand Boden  | CSV   |
| Secrétaire d'État aux Finances |           | Ernest Muhlen  | CSV   |
| Secrétaire d'État aux Affaires étrangères, au Commerce extérieur et à la Coopération Secrétaire d'État à l'Économie et aux Classes moyennes Secrétaire d'État à la Justice        |           | Paul Helminger | DP    |

### Remaniement du 3 mars 1980
- Les nouveaux ministres sont indiqués en gras, ceux ayant changé d'attributions en italique.

| Portefeuille | Titulaire | Titulaire      | Parti |
| --- | --------- | -------------- | ----- |
| Président du gouvernement Ministre d'État |           | Pierre Werner  | CSV   |
| Vice-Président du gouvernement Ministre des Affaires étrangères, du Commerce extérieur et de la Coopération Ministre de l'Économie et des Classes moyennes Ministre de la Justice |           | Gaston Thorn   | DP    |
| Ministre de la Santé Ministre de la Force publique Ministre de l'Éducation physique et des Sports                                                                                 |           | Émile Krieps   | DP    |
| Ministre de l'Agriculture, de la Viticulture et des Eaux et Forêts |           | Camille Ney    | CSV   |
| Ministre de l'Environnement Ministre des Transports, des Communications et de l'Informatique Ministre de l'Énergie                                                                |           | Josy Barthel   | DP    |
| Ministre des Finances Ministre du Travail et de la Sécurité sociale |           | Jacques Santer | CSV   |
| Ministre de la Fonction publique Ministre des Travaux publics |           | René Konen     | DP    |
| Ministre de l'Éducation nationale Ministre du Tourisme |           | Fernand Boden  | CSV   |
| Ministre de l'Intérieur Ministre de la Famille, du Logement social et de la Solidarité sociale                                                                                    |           | Jean Spautz    | CSV   |
| Secrétaire d'État aux Finances |           | Ernest Muhlen  | CSV   |
| Secrétaire d'État aux Affaires étrangères, au Commerce extérieur et à la Coopération Secrétaire d'État à l'Économie et aux Classes moyennes Secrétaire d'État à la Justice        |           | Paul Helminger | DP    |

### Remaniement du 22 novembre 1980
- Les nouveaux ministres sont indiqués en gras, ceux ayant changé d'attributions en italique.

| Portefeuille | Titulaire | Titulaire      | Parti |
| --- | --------- | -------------- | ----- |
| Président du gouvernement Ministre d'État |           | Pierre Werner  | CSV   |
| Vice-Président du gouvernement Ministre des Affaires étrangères, du Commerce extérieur et de la Coopération Ministre de l'Économie et des Classes moyennes Ministre de la Justice |           | Colette Flesch | DP    |
| Ministre de la Santé Ministre de la Force publique Ministre de l'Éducation physique et des Sports                                                                                 |           | Émile Krieps   | DP    |
| Ministre de l'Agriculture, de la Viticulture et des Eaux et Forêts (jusqu'au 03/12/982)                                                                                           |           | Camille Ney    | CSV   |
| Ministre de l'Environnement Ministre des Transports, des Communications et de l'Informatique Ministre de l'Énergie                                                                |           | Josy Barthel   | DP    |
| Ministre des Finances Ministre du Travail et de la Sécurité sociale |           | Jacques Santer | CSV   |
| Ministre de la Fonction publique Ministre des Travaux publics |           | René Konen     | DP    |
| Ministre de l'Éducation nationale Ministre du Tourisme Ministre de l'Agriculture, de la Viticulture et des Eaux et Forêts a.i.                                                    |           | Fernand Boden  | CSV   |
| Ministre de l'Intérieur Ministre de la Famille, du Logement social et de la Solidarité sociale                                                                                    |           | Jean Spautz    | CSV   |
| Secrétaire d'État aux Finances |           | Ernest Muhlen  | CSV   |
| Secrétaire d'État aux Affaires étrangères, au Commerce extérieur et à la Coopération Secrétaire d'État à l'Économie et aux Classes moyennes Secrétaire d'État à la Justice        |           | Paul Helminger | DP    |

### Remaniement du 21 décembre 1982
- Les nouveaux ministres sont indiqués en gras, ceux ayant changé d'attributions en italique.

| Portefeuille | Titulaire | Titulaire           | Parti |
| --- | --------- | ------------------- | ----- |
| Président du gouvernement Ministre d'État |           | Pierre Werner       | CSV   |
| Vice-Président du gouvernement Ministre des Affaires étrangères, du Commerce extérieur et de la Coopération Ministre de l'Économie et des Classes moyennes Ministre de la Justice |           | Colette Flesch      | DP    |
| Ministre de la Santé Ministre de la Force publique Ministre de l'Éducation physique et des Sports                                                                                 |           | Émile Krieps        | DP    |
| Ministre de l'Environnement Ministre des Transports, des Communications et de l'Informatique Ministre de l'Énergie                                                                |           | Josy Barthel        | DP    |
| Ministre des Finances Ministre du Travail et de la Sécurité sociale |           | Jacques Santer      | CSV   |
| Ministre de la Fonction publique Ministre des Travaux publics |           | René Konen          | DP    |
| Ministre de l'Éducation nationale Ministre du Tourisme |           | Fernand Boden       | CSV   |
| Ministre de l'Intérieur Ministre de la Famille, du Logement social et de la Solidarité sociale                                                                                    |           | Jean Spautz         | CSV   |
| Ministre de l'Agriculture, de la Viticulture et des Eaux et Forêts, chargé de missions spéciales auprès du Département du trésor                                                  |           | Ernest Muhlen       | CSV   |
| Secrétaire d'État aux Affaires étrangères, au Commerce extérieur et à la Coopération Secrétaire d'État à l'Économie et aux Classes moyennes Secrétaire d'État à la Justice        |           | Paul Helminger      | DP    |
| Secrétaire d'État au Travail et à la Sécurité sociale |           | Jean-Claude Juncker | CSV   |

## La politique extérieure
Pendant la période 1979-1984, deux problèmes dominent les relations entre le Luxembourg et ses voisins. Il s’agit, d’une part, de la construction d’une centrale nucléaire par la France à Cattenom et, d’autre part, de l’éternelle question du siège du Parlement européen. Le gouvernement luxembourgeois ayant renoncé à la réalisation d’une centrale à Remerschen, la France avait programmé l’installation de deux unités supplémentaires à Cattenom portant ainsi la capacité totale de l’usine à 5,2 MGW. Cette extraordinaire concentration à proximité de la frontière suscite des inquiétudes aussi bien dans les milieux politiques que parmi la population luxembourgeoise. Le 3 décembre 1979, lors d’une réunion germano-francoluxembourgeoise à Bonn, les délégations allemande et luxembourgeoise demandent à la France de reconsidérer ses projets de construction. En vain. Les démarches ultérieures entreprises par le gouvernement se heurtent également au refus des autorités françaises de revenir sur leur décision de construire Cattenom. 
L’autre problème récurrent est celui du siège du Parlement européen. Un nombre croissant de parlementaires européens manifestent de plus en plus ouvertement leur préférence pour Bruxelles et réclament un siège unique et définitif pour leur institution. Le 7 juillet 1981, le Parlement européen adopte une résolution qui prévoit de revoir le fonctionnement du secrétariat et des services techniques. Cette résolution semble signifier à terme leur transfert à Bruxelles. Or, une telle décision est contraire au traité de la fusion des exécutifs de 1965 qui, dans son annexe, dispose que « le secrétariat et ses services restent installés à Luxembourg ». Le gouvernement luxembourgeois dépose un recours devant la Cour européenne de justice et obtient raison pour l’essentiel. L’action diplomatique du gouvernement luxembourgeois tend à sensibiliser les chefs de gouvernement à propos de la question des sièges de travail des Communautés. Les 23 et 24 mars 1981, le Conseil européen réuni à Maastricht décide le maintien du statu quo en ce qui concerne les lieux de travail des Communautés. 
À partir des années 1980, la coopération au développement devient progressivement une composante importante de la politique étrangère du Luxembourg. La loi du 13 juillet 1982 relative à la coopération au développement inaugure de façon officielle l’aide publique au développement directe du Grand-Duché. Elle réglemente le statut des ressortissants luxembourgeois actifs dans les pays en voie de développement en tant que coopérants et agents de la coopération. Pour un « petit État », l’aide au développement constitue un moyen opportun pour se faire valoir au niveau international et pour donner une image positive de soi dans le monde.

## La politique économique
Le début des années 1980 est marqué par une aggravation de la crise sidérurgique. La production industrielle continue à régresser, les exportations à diminuer. L’inflation atteint un taux de plus de 8 %. En octobre 1982, la DAC, division anti-crise commune aux sociétés
sidérurgiques, compte un effectif record de 3 850 hommes. La Tripartite « sidérurgie » siège quasiment en permanence. 
Pour sauver la sidérurgie, l’État doit renforcer son intervention. Par des allègements fiscaux et des aides à l’investissement, il soutient l’effort de restructuration et de modernisation. Cependant, les aides financières de l’État prennent de plus en plus le caractère de subventions directes. Cette pratique finit par attirer l’attention de la Commission européenne, qui met en doute le fait que les aides étatiques à la sidérurgie soient compatibles avec les règles de concurrence du Marché commun. Le gouvernement luxembourgeois se défend en affirmant que l’aide nationale est moindre que dans les pays voisins. Le gouvernement est également conscient du fait que, pour réduire les coûts de production, il faut tenter de ralentir l’évolution de l’échelle mobile. Cependant, toute tentative de limitation du jeu de l’indice provoque un tollé auprès des partenaires syndicaux au sein de la Tripartite. Néanmoins, la loi du 8 avril 1982 restreint l’indexation automatique des salaires et limite l’impact et l’échéance des ajustements indiciaires. En outre, elle introduit un prélèvement spécial, dénommé contribution nationale d’investissement, de 5 %. 
Les diverses actions gouvernementales entreprises depuis 1979, voire 1975, n’ont pas réussi à opérer un assainissement durable. À peine les accords de la Tripartite sont-ils signés que les entreprises frappent à nouveau à la porte du gouvernement. Aussi le gouvernement décide-t-il de procéder à un examen en profondeur sur les véritables chances de survie de la sidérurgie luxembourgeoise. La mission est confiée à Jean Gandois, un expert étranger que le gouvernement belge avait également consulté au sujet de la restructuration de la sidérurgie du royaume. Ce double mandat ouvrira la voie à des synergies fécondes entre sociétés belges et luxembourgeoises. Dans son rapport final, Gandois prône la concentration sur les sites forts de l’ARBED et le démantèlement des installations moins performantes.
La restructuration prévue jusqu’en 1990 devait ramener la moyenne annuelle de production à 3,5 millions de tonnes d’acier et les effectifs à 10 500 unités. Le 30 juin 1983, la Chambre des députés vote un ensemble de lois qui entrent en vigueur le 1er juillet et qui mettent le gouvernement en mesure de poursuivre la restructuration de la sidérurgie conformément aux recommandations du rapport Gandois. Parallèlement, le gouvernement luxembourgeois recherche une coopération avec son homologue belge en vue de susciter des synergies et des échanges de production. Le 9 septembre 1983, une rencontre entre ministres belges et luxembourgeois a lieu à Luxembourg dans le but de définir une stratégie commune et de concerter l’abandon de certains sites. 
Les vicissitudes monétaires de la période ont certes compliqué la gestion de la crise sidérurgique. Le 22 février 1982, le gouvernement belge décide unilatéralement une dévaluation du franc belge. Il fait fi de la convention qui exige une codécision du partenaire de l’UEBL. Les autorités luxembourgeoises sont mises devant le fait accompli et n’obtiennent qu’une réduction du pourcentage de la dévaluation. Le gouvernement luxembourgeois envisage un moment de dénoncer l’union monétaire. Pierre Werner demande à Jelle Zylstra, ancien gouverneur de la Nederlandse Bank, d’étudier la viabilité d’un système monétaire purement national. À l’inverse d’Hjalmar Schacht, consulté dans les années 1920 sur la même question, l’expert néerlandais arrive à la conclusion que le Luxembourg a la capacité de créer une entité monétaire luxembourgeoise séparée et indépendante. Cependant, l’association monétaire reste la pièce maîtresse de l’UEBL, qui garde une grande importance politique. Aussi le gouvernement luxembourgeois se contente-t-il d’obtenir un élargissement du droit d’émission de billets luxembourgeois et profite des circonstances pour faire voter, en mai 1983, une loi portant création d’un Institut monétaire luxembourgeois (IML). L’IML rassemble, au sein d’une même institution, des compétences auparavant dispersées, à savoir l’émission et la gestion des signes monétaires, la surveillance du secteur financier et bancaire, ainsi que la représentation du Grand-Duché dans les organismes internationaux. La création de l’IML répond à la préoccupation du gouvernement luxembourgeois de pouvoir entrer comme partenaire à part entière dans les instances de décision qui sont mises en place dans le cadre de la future union monétaire européenne. 
La politique économique du gouvernement essaie de compenser la perte d’emplois dans l’industrie lourde par la croissance dans d’autres secteurs, notamment dans celui des services. D’importantes mesures législatives et réglementaires soutiennent le développement et la diversification des activités financières. En 1979, une commission gouvernementale est mise en place pour étudier l’amélioration de l’infrastructure législative de la place financière. La loi du 23 avril 1981 entérine le secret bancaire. D’après ce texte, le secret auquel certaines professions, tels les médecins ou les sages-femmes, sont soumises, s’applique également aux banquiers. La divulgation est considérée comme un crime passible d’emprisonnement ou d’amende. La loi du 25 août 1983 sur les organismes de placement collectif crée un cadre juridique pour les fonds d’investissement et leur accorde un statut fiscal particulier. Elle crée une forme nouvelle d’organisme : la Société d’investissement à capital variable (sicav). Alors que le développement de l’euromarché est à la base de l’essor de la place financière dans les années 1970, le private banking et les opérations hors bilan génératrices de commissions prennent le relais au cours des années 1980. Le secteur financier devient le moteur de la croissance à partir de la crise sidérurgique. Le nombre de banques progresse de façon relativement faible : 143 établissements en 1988, contre 111 en 1980. Mais le nombre d’organismes de placement collectif explose littéralement. En 1980, 76 fonds d’investissements représentent un actif net global de 118 milliards de francs. En 1988, 473 organismes rassemblent un patrimoine équivalant à 1 668 milliards de francs. Le gouvernement luxembourgeois tire certainement profit des obstacles fiscaux – notamment la retenue à la source – rencontrés par ce genre de sociétés dans leurs pays d’origine. Cependant, le succès de la place se fonde également sur une politique habile de niches qui exige flexibilité et rapidité décisionnelle. 
Au début des années 1980, le gouvernement s’engage aussi dans un domaine d’avenir, la diffusion par satellites. Lors de la conférence des pays membres de l’Union internationale de télédiffusion à Genève en 1977, le Luxembourg se voit attribuer cinq fréquences pour la diffusion directe par satellite. L’État luxembourgeois a d’abord l’intention de les allouer à la
Compagnie luxembourgeoise de télédiffusion (CLT). Toutefois, les actionnaires de la société craignent les risques et les dépenses liés à un satellite propre. Parallèlement, le gouvernement français exerce une forte pression afin que le Luxembourg renonce à ses propres projets et offre à la CLT la possibilité de participer au satellite français TDF-1. Ceci amène le gouvernement luxembourgeois à s’adresser à un expert américain, Clay T. Whitehead, qui défend le concept d’un satellite de moyenne puissance et crée une société d’études portant le titre Coronet Research. Son projet de satellite sera finalement repris par le gouvernement Santer et sa réalisation confiée à la Société européenne des satellites (SES).

## La politique intérieure
Le gouvernement Werner/Flesch trouve enfin une solution à une question qui agite la politique intérieure depuis plus de 30 ans. Par la loi du 12 juin 1981, qui accorde aux enrôlés de force la reconnaissance officielle de victimes du nazisme, il met fin à la discrimination morale et matérielle entre les différentes catégories de victimes de la Seconde Guerre mondiale.
Le gouvernement parvient également à harmoniser et à intégrer les différents systèmes d’enseignement secondaire, public et privé. La loi du 31 mai 1982 précise la participation financière de l’État dans les budgets des écoles privées. Elle prévoit un régime contractuel qui, en contrepartie des subventions étatiques, soumet les établissements privés à un contrôle des programmes et de la qualification des enseignants.
Sur le plan culturel, la loi du 24 février 1984 règle l’emploi des langues au Grand-Duché. Elle réaffirme le trilinguisme comme base de l’identité nationale. « La langue nationale des Luxembourgeois est le luxembourgeois. » La langue française est confirmée comme
langue législative. Les langues administratives et judiciaires sont le français, l’allemand et le luxembourgeois.